# Bredatjärnen (Bollebygds socken, Västergötland)
Bredatjärnen är en sjö i Bollebygds kommun i Västergötland och ingår i Rolfsåns huvudavrinningsområde.